# RTL 4

RTL 4 – niderlandzki kanał telewizyjny należący do RTL Group. Był pierwszym  kanałem telewizji kablowej w Holandii. Rozpoczął nadawanie 2 października 1989 roku pod nazwą RTL  Véronique. W 1990 zmieniono nazwę na RTL 4. Jest częścią RTL Nederland, do której należą także RTL 5, RTL 7 i RTL 8. Kanał początkowo nadawał z Luksemburga poprzez satelitę, gdyż telewizja prywatna była zakazana w Holandii do końca lat osiemdziesiątych. Otrzymał numer 4., gdyż był czwartym holenderskim kanałem w ogóle. Nadaje przede wszystkim seriale i filmy anglojęzyczne z napisami.